# Ruslands ishockeylandshold (herrer)
Ruslands ishockeylandshold er det nationale ishockeylandshold i Rusland, og kontrolleres af Ruslands Ishockeyforbund. Holdet opstod i starten af 1990'erne efter opløsningen af det så suveræne sovjetiske landshold, og spillede sin første internationale turnering under russisk flag ved VM i 1993, hvor man triumferede og tog guldet. Siden da er det blevet til yderligere fire verdensmesterskaber samt flere sølv- og bronzemedaljer ved både OL og VM.

## Resultater

### OL
- 1994 – 4. plads
- 1998 – Sølv
- 2002 – Bronze
- 2006 – 4. plads
- 2010 – 6. plads

### VM
- 1993 – Guld
- 1994 – 5. plads
- 1995 – 5. plads
- 1996 – 4. plads
- 1997 – 4. plads
- 1998 – 5. plads
- 1999 – 5. plads
- 2000 – 11. plads
- 2001 – 6. plads
- 2002 – Sølv
- 2003 – 6. plads
- 2004 – 10. plads
- 2005 – Bronze
- 2006 – 5. plads
- 2007 – Bronze
- 2008 – Guld
- 2009 – Guld
- 2010 – Sølv
- 2011 – 4. plads
- 2012 – Guld
- 2013 – 6. plads
- 2014 – Guld

## Kendte spillere
- Pavel Bure
- Pavel Datsjuk
- Sergej Fjodorov
- Sergej Gontjar
- Nikolaj Chabibulin
- Ilja Kovaltjuk
- Aleksej Kovaljov
- Jevgenij Malkin
- Aleksandr Ovetjkin
- Aleksej Jasjin
- Sergej Zubov
- Jevgenij Nabokov
- Aleksandr Sjomin
- Aleksandr Radulov